# Rubén Díaz jr.
Rubén Díaz jr. (New York, 26 april 1973) is een Amerikaans politicus van de Democratische Partij. Van 22 april 2009 tot en met 31 december 2021 was hij borough president (stadsdeelvoorzitter) van The Bronx in de stad New York. Eerder was hij lid van het Huis van Afgevaardigden van de staat New York van 1997 tot 2009. Toen hij als 23-jarige voor het eerst werd gekozen als lid van het Huis was hij het jongste lid van dit wetgevend lichaam sinds Theodore Roosevelt.
In 2018 maakte Díaz bekend deel te zullen nemen aan de burgemeestersverkiezingen van New York van 2021. In januari 2020 trok hij zich echter terug, naar eigen zeggen om meer tijd aan zijn gezin te kunnen besteden. Hij bleef stadsdeelvoorzitter van The Bronx tot en met 31 december 2021.